# ریاض سیف
ریاض سیف (عربی: رياض سيف؛ زادهٔ ۲۵ نوامبر ۱۹۴۶) یک سیاست‌مدار اهل سوریه است. وی در تاریخ شنبه ۶ می ۲۰۱۷ توسط هیئت عمومی اپوزیسیون ملی سوریه به عنوان رئیس جدید ائتلاف اپوزیسیون سوریه انتخاب شد. وی پیش از این معاون رئیس ائتلاف ملی برای انقلاب و نیروهای مخالفین سوریه بود.

## زندگی‌نامه
ریاض سیف در نوامبر ۱۹۴۶ در دمشق در خانواده‌ای متوسط به دنیا آمد، سال ۱۹۶۵دیپلم دبیرستان گرفت و بدون این که درسش در دانشکده علوم دانشگاه دمشق را بپایان برساند به کار صنعتی روی آورد.
ریاض سیف علی‌رغم فقر خانوادگیش با ۲ تن از شرکایش «کارخانه بافندگی ۴۰۰» که یک آرم تجاری برجسته در سوریه بنام «سایزا» بود را تأسیس کرد و در حال حاضر از بزرگترین شرکت‌های سوری پوشاک آماده محسوب می‌شود که در آن ۱۰۵۰ کارگر کار می‌کنند و روزانه ۵۰۰۰ قطعه آماده تولید می‌کند و سالانه رشد عالی ۱۰ درصدی دارد. این شرکت انواع لباس‌های تولیدیش را به شرکت آلمانی آدیداس که اجازه رسمی از این شرکت برای عرضه دارد می‌فروشد. ریاض توانست قراردادهای صدور لباس به شوروی و سپس اروپا تحت نام تجاری ندا را کسب کند.

## فعالیت‌ها
ریاض سیف در سال ۱۹۹۴ با وارد شدن به مجلس خلق سوریه به عنوان یک کاندیدای مستقل وارد صحنه سیاسی شد و در دور بعدی در سال ۱۹۹۸ نیز مجدداً انتخاب شد و سخنانش صبغه‌ای از جسارت و انتقاد از اقتصاد و سیاست اقتصادی بخودش گرفت.
ریاض سیف از فعالین انجمنهای سیاسی و فکری و کمیته‌های محلات جامعه شهری در سوریه بحساب می‌آید، این انجمن‌هایی در دوره‌ای فعال شدند که مصادف شد با رسیدن بشار اسد به ریاست جمهوری. این دوره بازگشت بهار دمشق نامیده می‌شود.
در ۲۳ ماه مه ۲۰۰۱ ریاض سیف پرونده تلفن همراه در مجلس سوریه را گشود و گفت که این قرارداد ۳۴۶ میلیارد لیره سوری معادل حدود ۷ میلیارد دلار از اموال دولتی را به هدر داد، سپس یک بررسی مفصل تحت عنوان «قرارداد تلفن همراه» را انجام داد که بدنبال آن، مصونیت پارلمانی وی لغو شد و سپس دستگیر و توسط دادگاه جنایی به ۵ سال زندان محکوم و در سال ۲۰۰۶ آزاد شد.
سازمان عفو بین‌الملل در اواخر ماه اوت سال ۲۰۰۷ خواستار اجازه یافتن سیف به خروج از سوریه برای درمان شد.

## نقش در انقلاب سوریه
ریاض سیف بار دیگر در اوایل سال ۲۰۰۸ به اتهام تلاش برای «سرنگونی دولت» دستگیر شد.
محاکمه وی به همراه ۱۲ فعال دیگر در ۳۰ ژوئن ۲۰۰۸ بخاطر امضای بیانیه «تبلیغات دمشق» شروع و در اکتبر ۲۰۰۸ به دو سال و نیم زندان محکوم گردید. او دوران زندان خود را در زندان عدرا با دیگر فعالان سپری کرد و در ۲۸ ژوئیه ۲۰۱۰ بدنبال پایان یافتن دوران محکومیتش آزاد شد و به این ترتیب به عنوان یک مخالف سیاسی، مجموعاً مدت ۸ سال را در زندان گذراند.
وی برای سومین بار در دمشق در ۷ مه سال ۲۰۱۱ در جریان انقلاب سوریه بخاطر شرکت در تظاهراتی که در منطقه المیدان دمشق جلوی مسجد الحسن بعد از نماز جمعه برگزار شد دستگیر گردید.

## ائتلاف ملی اپوزیسیون سوریه
در اول نوامبر سال ۲۰۱۲ و همزمان با اظهارات هیلاری کلینتون وزیر خارجه آمریکا در مورد ضرورت مخالفت بیشتر، ابتکار ریاض سیف برای تشکیل دولت تکنوکرات طرح شد و از همه طرف‌های سیاسی اپوزیسیون سوریه برای اعلام این ابتکار در قطر دعوت به عمل آمد. وی در نوامبر همین سال به عنوان معاون رئیس ائتلاف ملی برای انقلاب و نیروهای مخالفین سوریه انتخاب شد.
ریاض سیف در ۶ مه سال ۲۰۱۷ به عنوان رئیس جدید ائتلاف اپوزیسیون سوریه انتخاب شد. این انتخاب در جلسه ایکه هیئت عمومی اپوزیسیون ملی سوریه در استانبول ترکیه برگزار کرد صورت گرفت. وی که جایگزین أنس العبده شد ششمین رئیس ائتلاف اپوزیسیون ملی سوریه محسوب می‌شود.